# Málaga (kommun)
Málaga är en kommun i Colombia.   Den ligger i departementet Santander, i den centrala delen av landet, 270 km nordost om huvudstaden Bogotá. Antalet invånare är 18 706. Arean är 58 kvadratkilometer.
Terrängen i Málaga är bergig åt nordost, men åt sydväst är den kuperad.